# Oosterschenge
De Oosterschenge is een natuurgebied ten noordwesten van Goes, op Zuid-Beveland in de Nederlandse provincie Zeeland. Het staat onder het beheer van Stichting Het Zeeuwse Landschap.

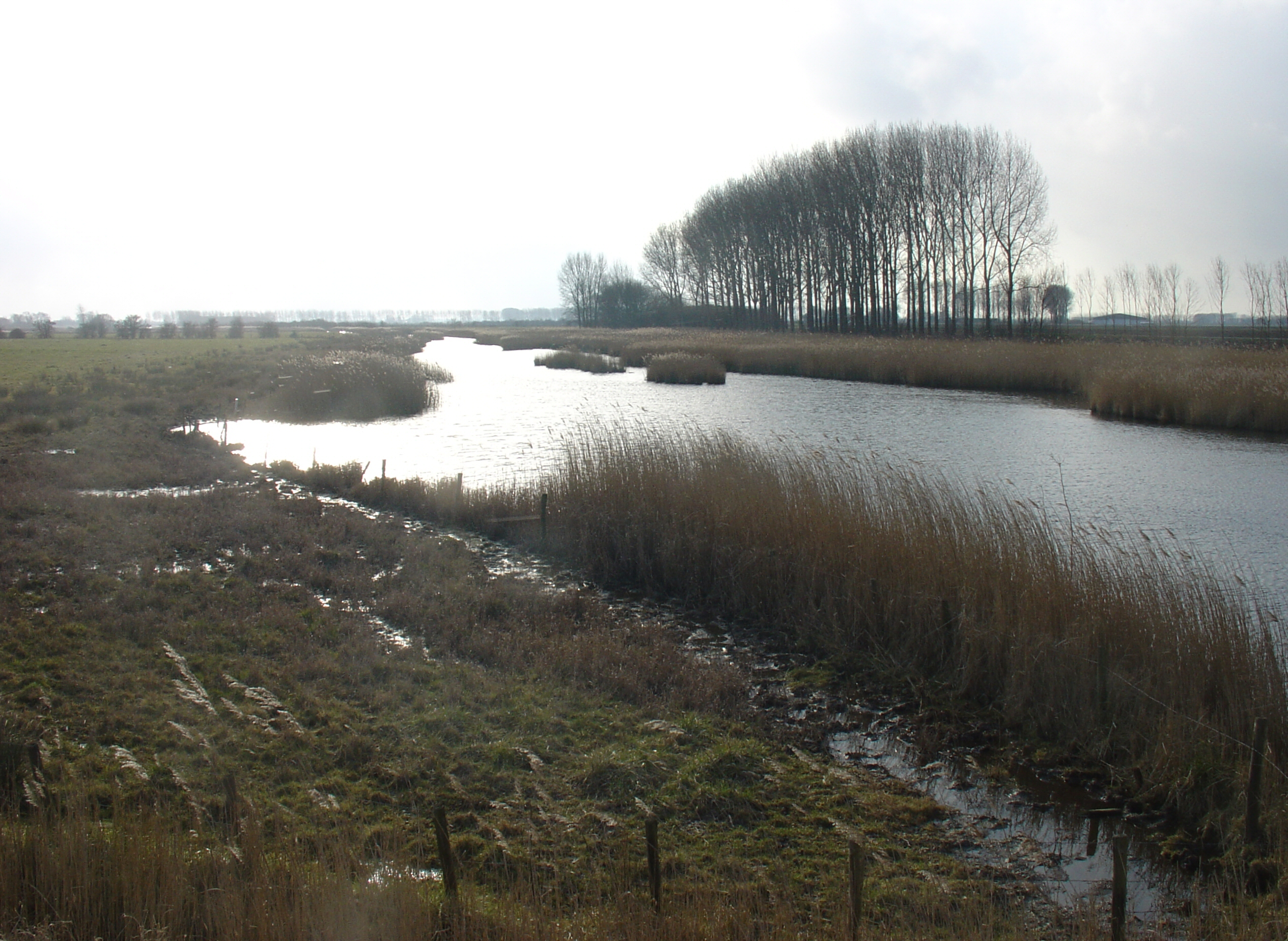
Oosterschenge

Het is net als de Westerschenge een kreekrest van de voormalige Schenge. Dit was een zeearm die  het eiland Wolphaartsdijk scheidde van de rest van Zuid-Beveland. De zeearm was belangrijk voor de stad Goes.
In de 18de eeuw werd het water te ondiep en besloot men tot inpoldering van het oostelijk deel van de Schenge. Van de Schenge bleef een omvangrijke restgeul over, genaamd de Oosterschenge.
Het gebied ligt tussen laagliggende weilanden en is een ideaal gebied voor veel vogels en planten. Het gebied is niet toegankelijk voor mensen, maar vanaf de aangrenzende dijk (Oude Zeedijk) is een goed beeld te krijgen van het gebied.

## Vogels in het Oosterschenge
| - Baardman - Boompieper - Bergeend - Blauwe Reiger - Bruine Kiekendief - Dodaars - Nonnetje - Patrijs - Gele Kwikstaart - Grasmus | - Groenpootruiter - Kievit - Kleine Zilverreiger - Knobbelzwaan - Kwartel - Nonnetje - pijlstaart - Roerdomp - Roodborsttapuit - Ruigpootbuizerd | - Smient - Tafeleend - Tjiftjaf - Zwartkopmeeuw - Waterral - Watersnip - Witgat - IJsvogel |